# Apina calisto
Apina calisto är en fjärilsart som beskrevs av Jean Baptiste Boisduval 1874. Apina calisto ingår i släktet Apina och familjen nattflyn. Inga underarter finns listade i Catalogue of Life.